# Славобоже (гмина)
Славобоже (пол. Sławoborze) — сельская гмина (волость) в Польше, входит как административная единица в Свидвинский повет, Западно-Поморское воеводство. Население — 4231 человек (на 2013 год).